# Młyn Braci Grzybowskich w Zbąszyniu
Młyn Braci Grzybowskich w Zbąszyniu – nieistniejący młyn parowy usytuowany pierwotnie przy ulicy 17 Stycznia 2 w Zbąszyniu. Młyn posłużył jako schronienie, miejsce noclegowe dla wydalonych z Niemiec w ramach akcji Polenaktion polskich Żydów w 1938 roku.

## Historia
Właścicielami młyna w latach 30. XX wieku byli zbąszyńscy Żydzi bracia Rafał Grzybowski ur. 1891 i Jakub Grzybowski ur. 1895. Młyn mieścił się w Zbąszyniu przy ulicy 17 Stycznia 2. Bracia Grzybowscy odkupili młyn w 1930 roku od Niemca Leona Sellinga. Jakub Grzybowski działał aktywnie w gminie żydowskiej, w 1933 r. został przewodniczącym Gminy Żydowskiej w Nowym Tomyślu. Jakub Grzybowski został wybrany do Sejmiku Powiatowego w 1930 r. Bracia prowadzili młyn parowy i tartak. Zatrudniali w młynie około 15 osób, a tartaku około 80-100 osób. W Zbąszyniu w nocy 4 września 1930 roku wybuchł pożar, w wyniku którego biura, młyn i tartak oraz deski należące do braci Grzybowskich spłonęły, a straty sięgały około miliona złotych. W prasie pojawiały się spekulacje na temat podpalenia młyna oraz wypłaty sumy ubezpieczenia. Młyn został odbudowany, ale nie wyposażono go w urządzenia niezbędne do pracy. Ponieważ młyn stał pusty, możliwe było ulokowanie w nim żydowskich uchodźców wydalonych pod koniec października 1938 roku z Niemiec do Polski w dniach 28-29 października 1938 roku w ramach akcji Polenaktion. Najwięcej uchodźców trafiło wówczas do przygranicznego wówczas Zbąszynia. Bracia Rafał i Jakub Grzybowscy udostępnili nieodpłatnie na ich rzecz młyn parowy, który służył jako miejsce noclegowe dla grupy około 400 osób w obozie przejściowym w Zbąszyniu, utworzonym przez polskie władze. Warunki bytowe w młynie były ciężkie, obiekt nie był przystosowany jako miejsce noclegowe. Dziennikarz Zbigniew Mitzner podczas wizyty w Zbąszyniu w 1938 roku tak opisał młyn: "Widzieliśmy... prawdziwie czarci młyn od pułapu do fundamentów wypełniony wygnańcami. Na szczyt młyna wchodzi się po drewnianych, wąskich, stromych schodach. A na szczycie skóra cierpnie na myśl o jednej zapałce, która może tu wzniecić pożar".. Wnętrze młyna, podczas gdy zamieszkiwali w nim uchodźcy żydowscy z Niemiec, sfotografował Roman Vishniak.
Z uwagi na problemy finansowe spółki braci Grzybowskich, nieruchomosci należące do spółki Młyn Parowy i Tartak Grzybowskich zostały wystawione na licytację w maju 1939 roku, w tym młyn. Licytację prowadził działający w Zbąszyniu komornik sądowy Leon Majewski.
28 października 2020 roku, w 82. rocznicę Polenaktion, wmurowano w Zbąszyniu stolpersteiny upamiętniające zbąszyńskich Żydów, upamiętniono w ten sposób także braci Rafała i Jakuba Grzybowskich. II wojnę światową przeżył tylko Jakub Grzybowski.